# Kakiémon

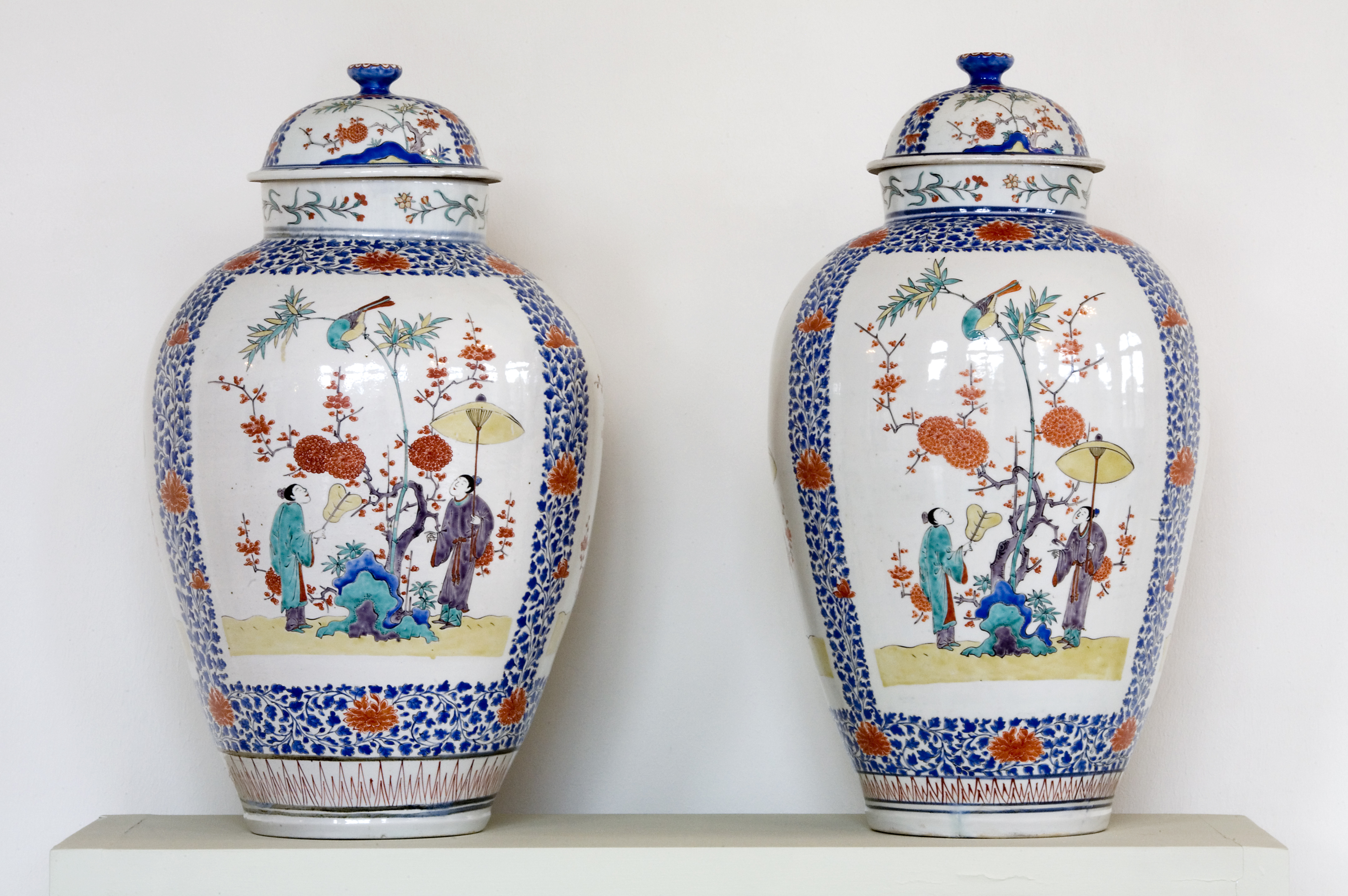
Vases japonais de style Kakiémon, Japon, 1680-1700

Les porcelaines Kakiémon (en japonais : 柿右衛門) étaient produites au Japon dans les ateliers d'Arita, dans la préfecture de Saga, durant le milieu du XVIIe siècle, et présentent beaucoup de similitudes avec les céramiques chinoises de la « famille verte ». La superbe qualité de ses décorations en émaux était très recherchée en Occident, et fut largement imitée par les producteurs de porcelaine occidentaux.
En 1971, cette technique artisanale entra dans la liste du Patrimoine culturel du Japon, ayant été désignée importante propriété culturelle intangible par l'Agence pour les affaires culturelles du Japon. Un double four à bois à Arita, utilisé pour la cuisson du Kakiémon a également été désigné site historique national du Japon.

## L'art de l'émaillage

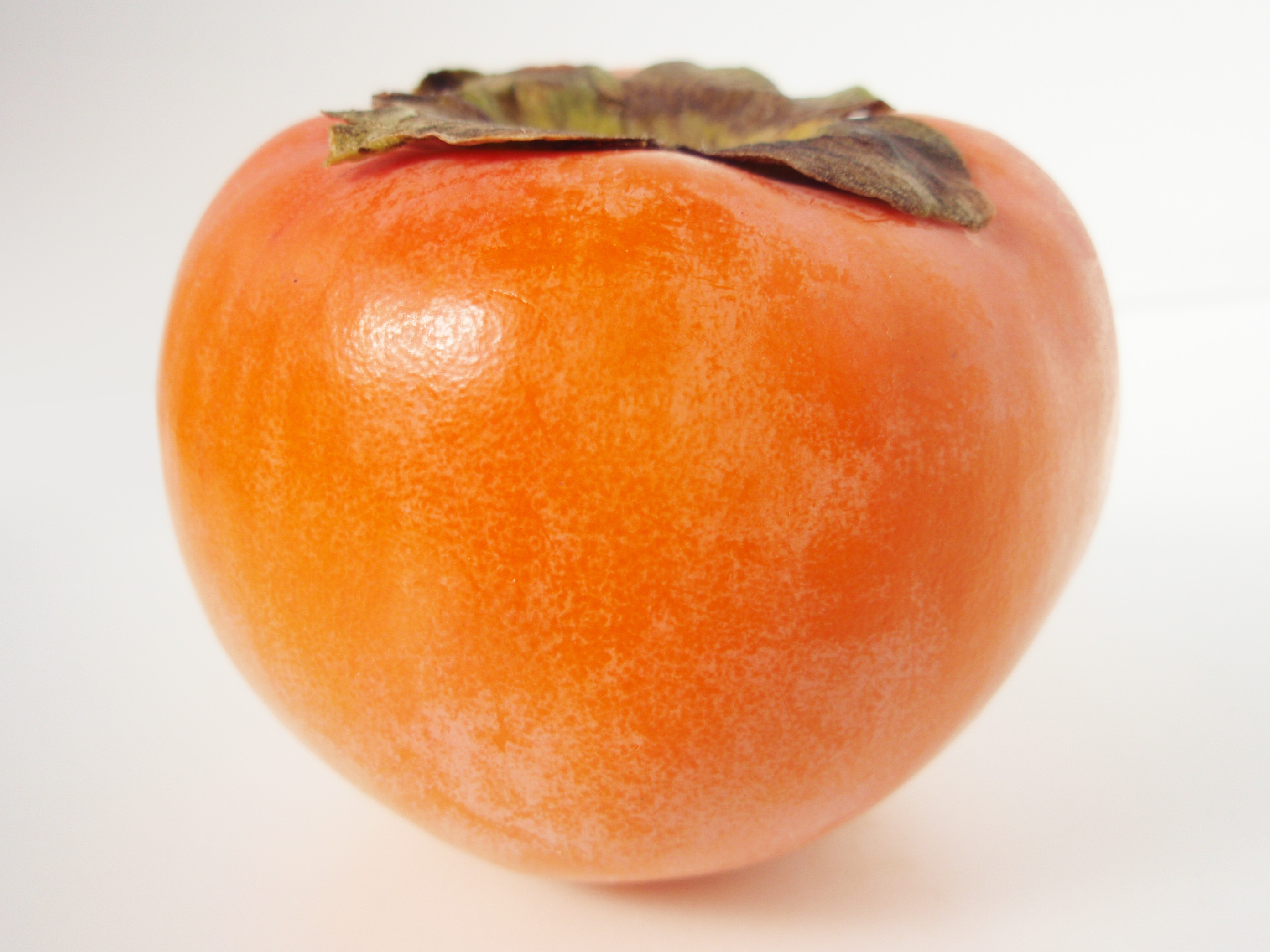
Kaki de variété fuyu

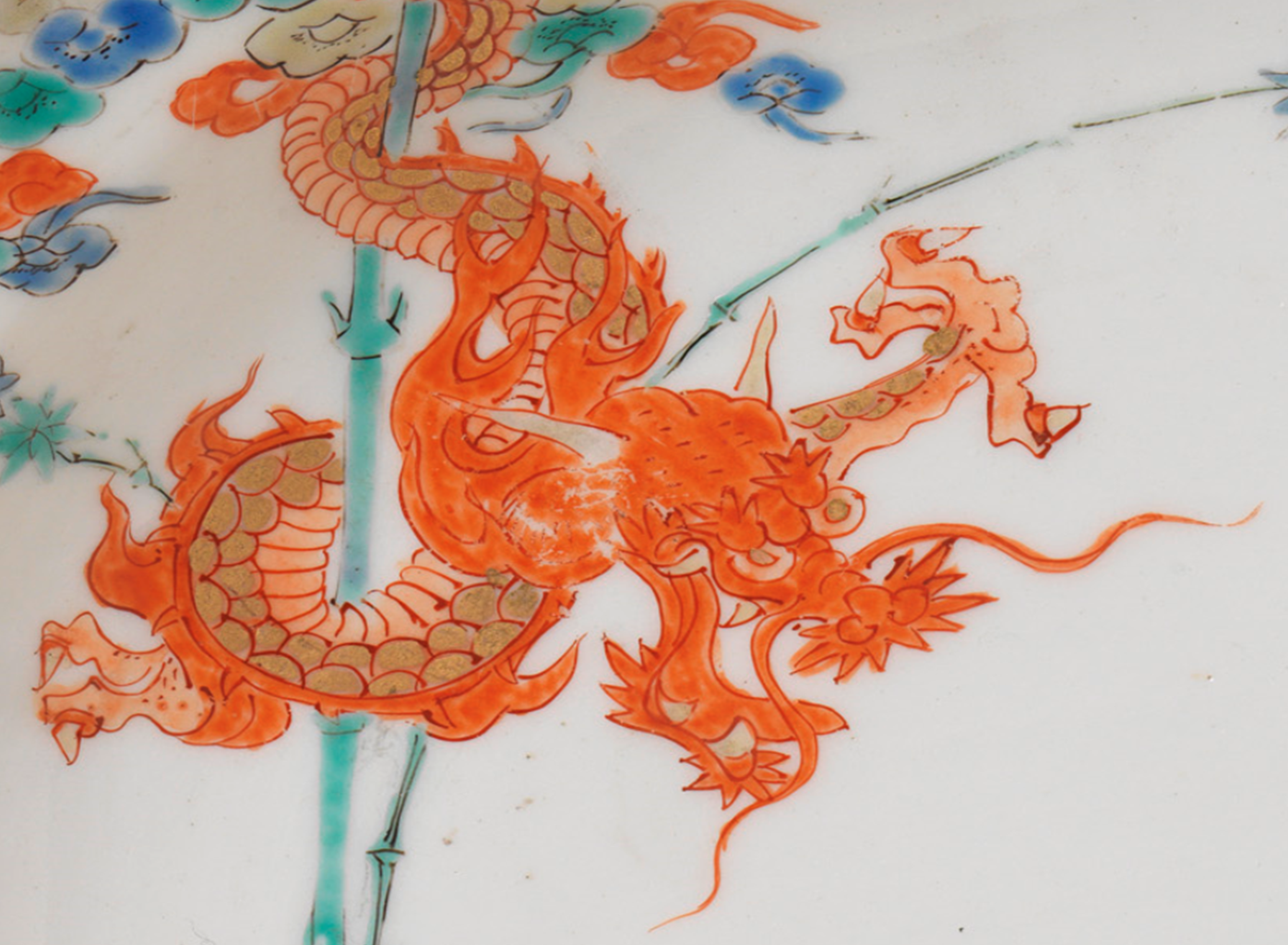
Détail d´une assiette Kakiemon au motif de dragon et aux teintes caractéristiques proches du kaki

Le potier japonais Sakaida Kakiemon (en japonais 酒井田柿右衛門), ayant vécu entre 1596 et 1666, est généralement cité comme le premier Japonais à avoir découvert le secret des décorations à l'émail de la porcelaine, technique connue sous le nom akae au Japon.
Il existe plusieurs suppositions quant au nom donné « Kakiemon » donné à Sakaida par son maître. Certains pensent que ce dernier aurait su réaliser une magnifique reproduction de deux kakis, mais il est plus probable que ce nom tienne à la couleur des émaux développés par Sakaida, dont les tons rouge-orangé rappellent ceux du kaki. 
Sakaida Kakiemon développa une palette caractéristique de rouges clairs, de jaune, de bleu et de vert turquoise. Le mot Kakiémon est parfois utilisé de façon générique pour décrire les articles réalisés dans les ateliers d'Arita qui utilisent les émaux en glaçure caractéristiques du Kakiémon, et le même style décoratif.
Cependant, l'authentique porcelaine Kakiémon est seulement produite par les descendants directs de Sakaida, dont le dernier représentant était Sakaida Kakiemon XIV (1934–2013). Des brisures de porcelaine retrouvées sur le site originel du four de Kakiémon à Nangawara montrent que des articles bleus, blancs et céladon étaient également produits sur place.

## Décors
Les décorations Kakiémon sont habituellement de haute qualité, délicates et avec des dessins aux formes asymétriques équilibrées. Celles-ci étaient utilisées avec parcimonie pour mettre en valeur la finesse et la blancheur de la porcelaine en arrière-plan, appelée nigoshide au Japon, c'est-à-dire « blanc laiteux », utilisé pour les pièces les plus raffinées. Ce vide blanc a un véritable rôle de structuration de la composition finale. Les Kakiémon sont généralement décorés d'oiseaux, d'écureuils volants, de motifs de cailles picorant le millet, des trois amis de l'hiver (à savoir le pin, l'abricotier du Japon et le bambou), de fleurs (plus particulièrement la chrysanthème, fleur nationale du Japon), et d'imageries populaires.
Les contes représentés peuvent être par exemple Shiba Onko, qui illustre un conte chinois où un sage sauve son ami qui était en train de se noyer dans une magnifique jarre en porcelaine chinoise : le sage brise la porcelaine précieuse pour sauver son ami.

Décors Kakiémon
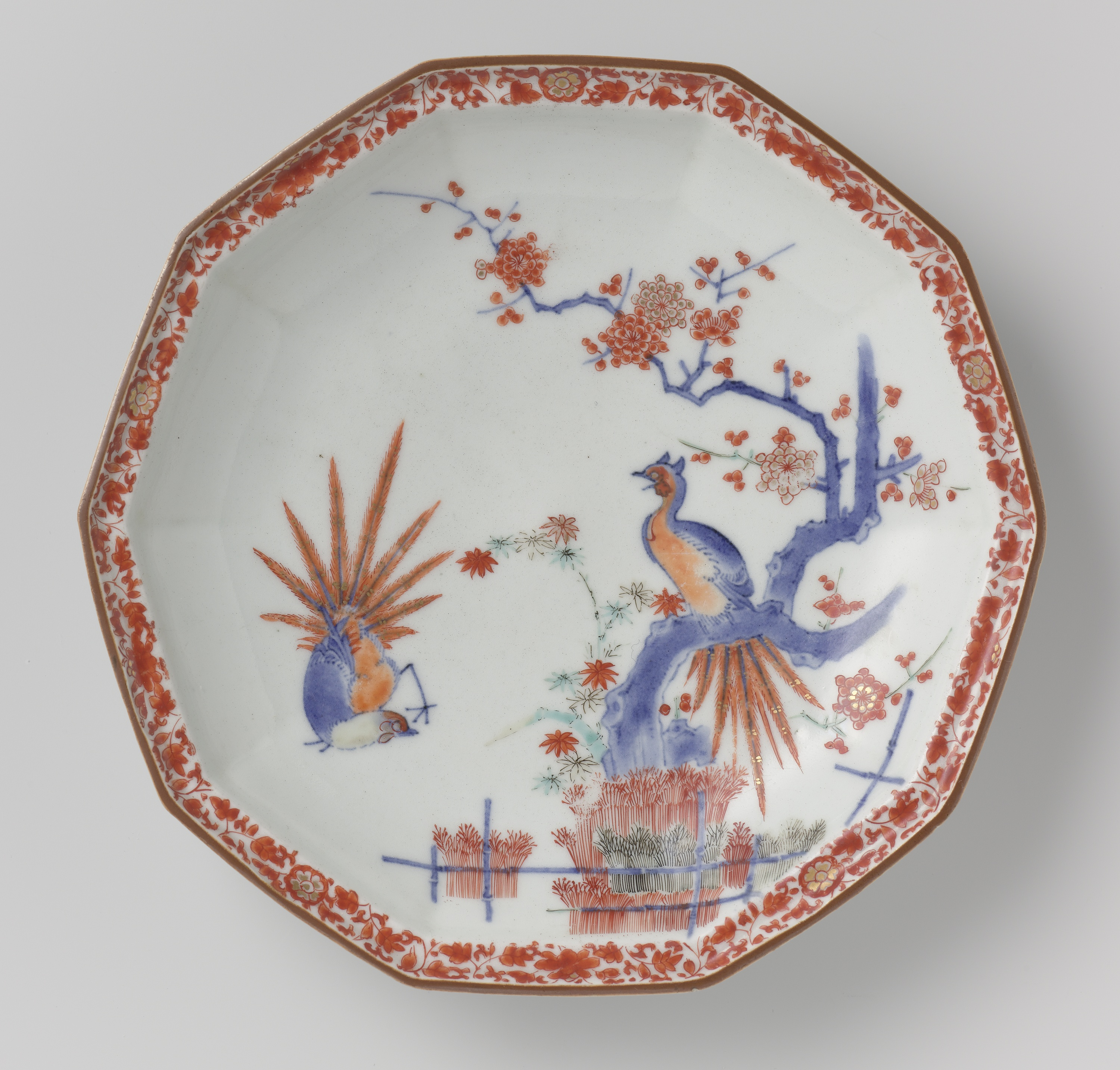
Motifs d'oiseaux, Japon, 1675-1725
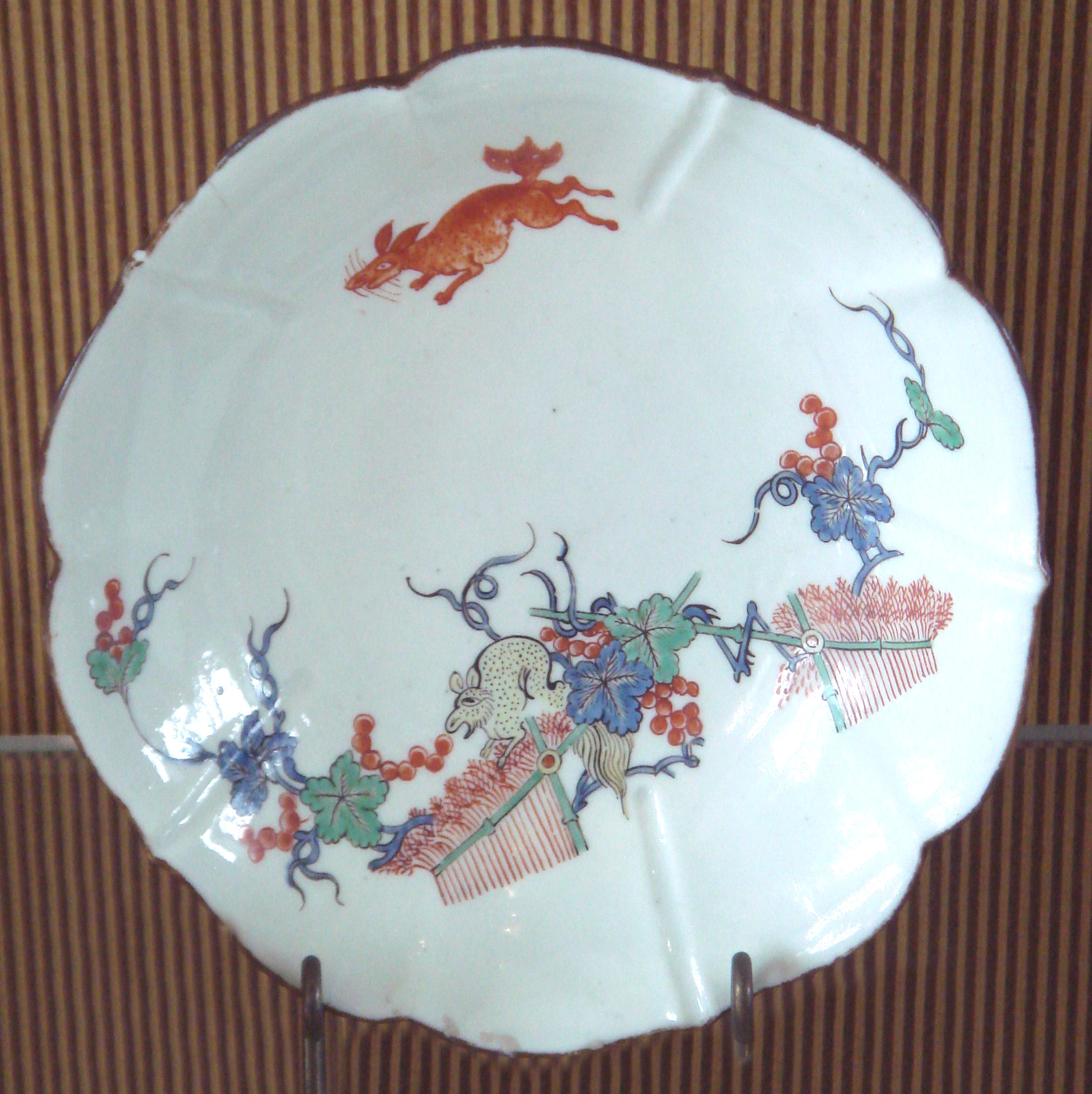
Motif d'écureuil volant, porcelaine de Chantilly, 1725-1751
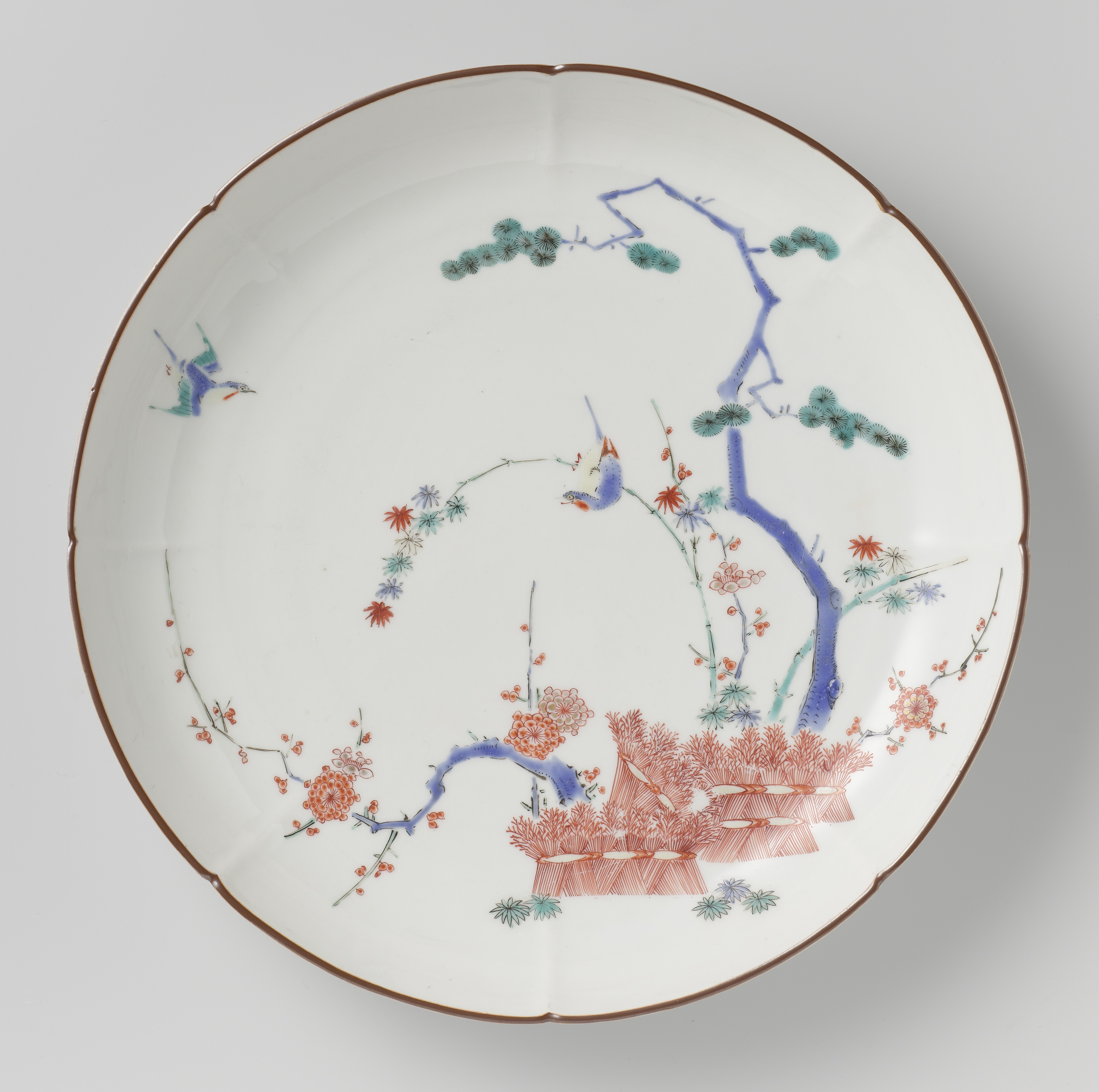
Motif des trois amis de l'hiver, Japon, 1670-1690
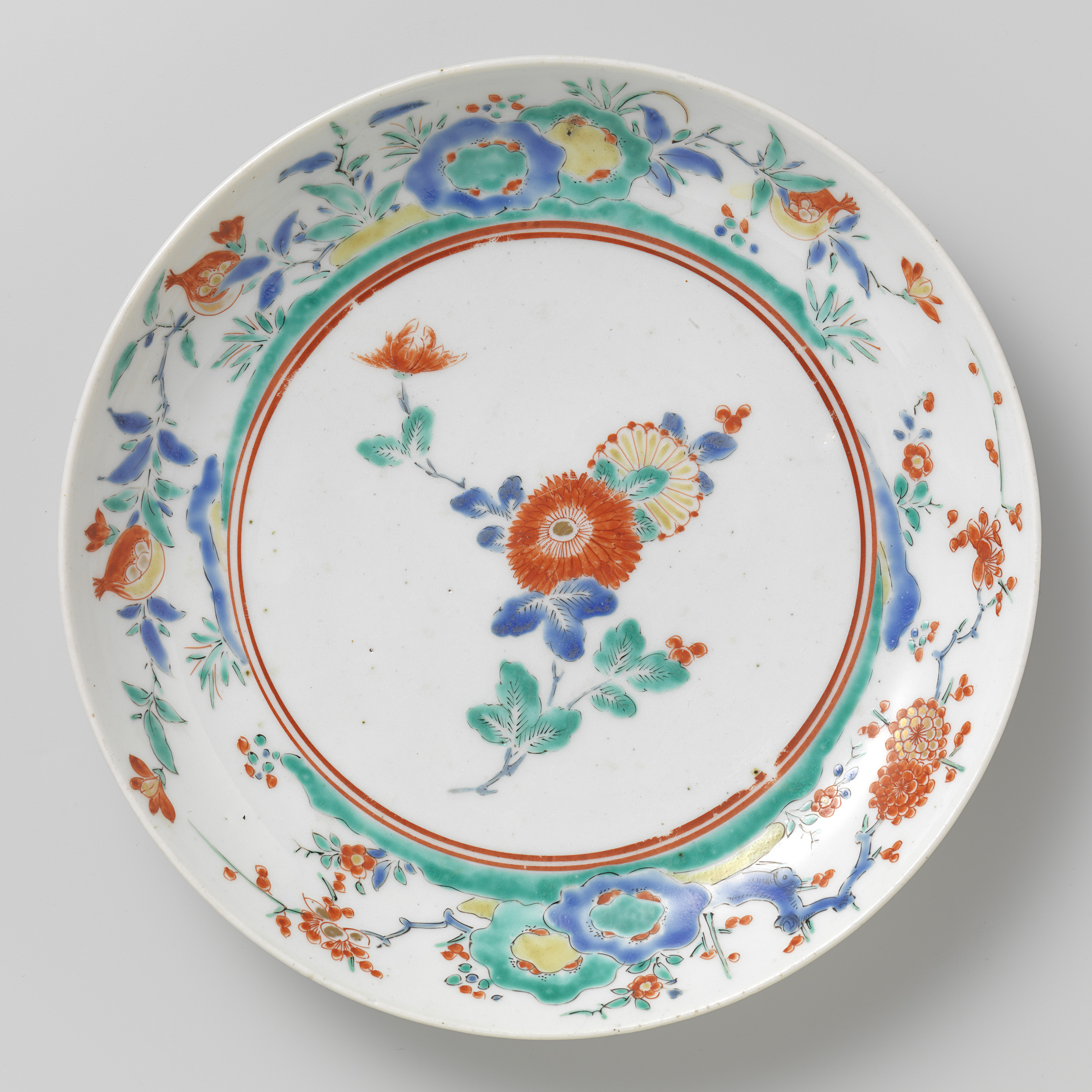
Motif floral de chrysanthèmes, Japon, 1670-1690
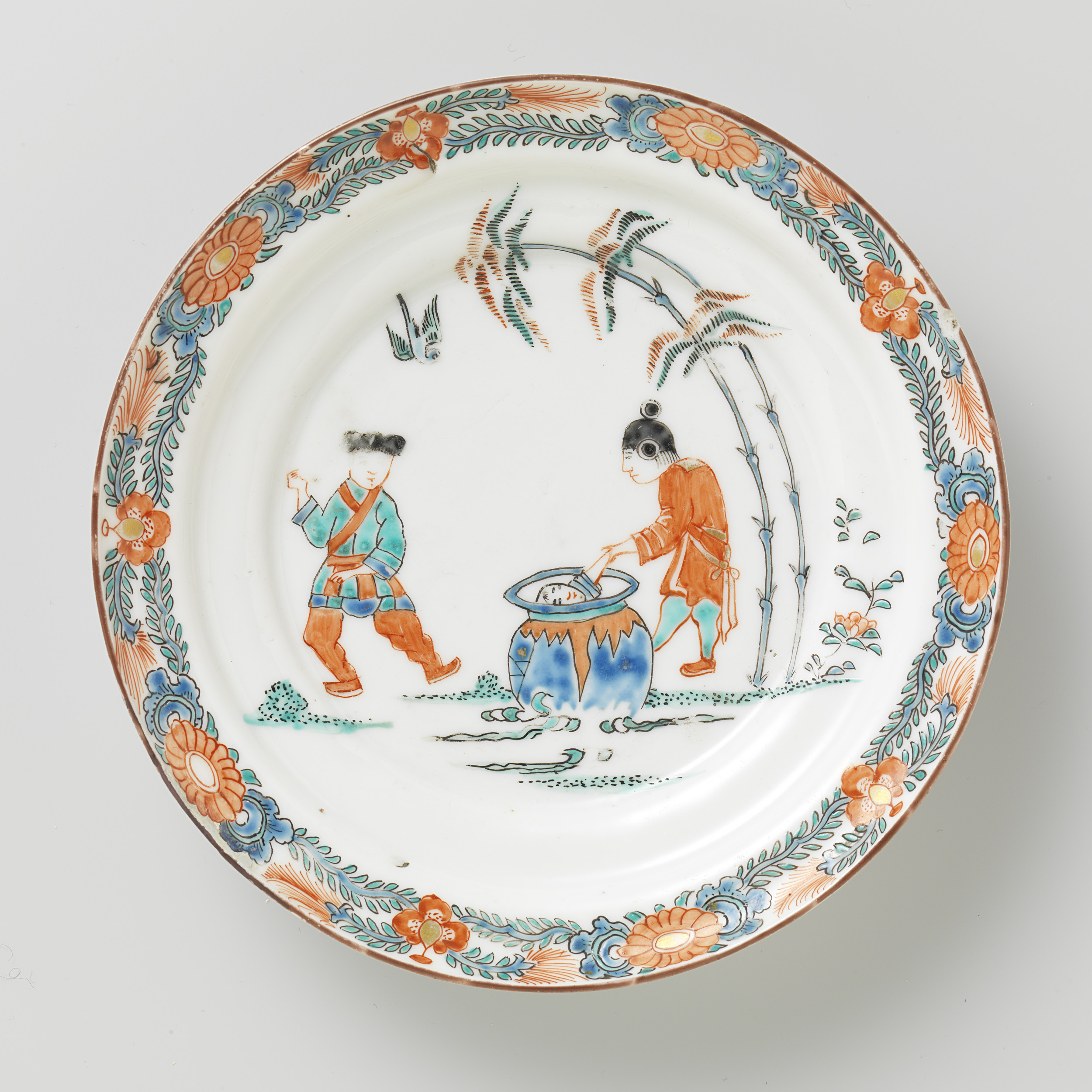
Motif tiré du conte Shiba Onko, porcelaine japonaise peinte en Hollande, 1700-1725

La production du nigoshide (le blanc laiteux) fut très discontinue depuis le  XVIIIe siècle jusqu'au milieu du  XXe siècle, sa manufacture étant rendue difficile par la contraction de la porcelaine durant la cuisson. Durant cette période, Sakaida Kakiemon produisit surtout des articles akae normaux. Sakaida Kakiemon XII et Sakaida Kakiemon XIII tentèrent de reproduire le nigoshide et réussirent finalement en 1953. Le nigoshide est à nouveau produit depuis lors.

## Le Kakiémon en Europe

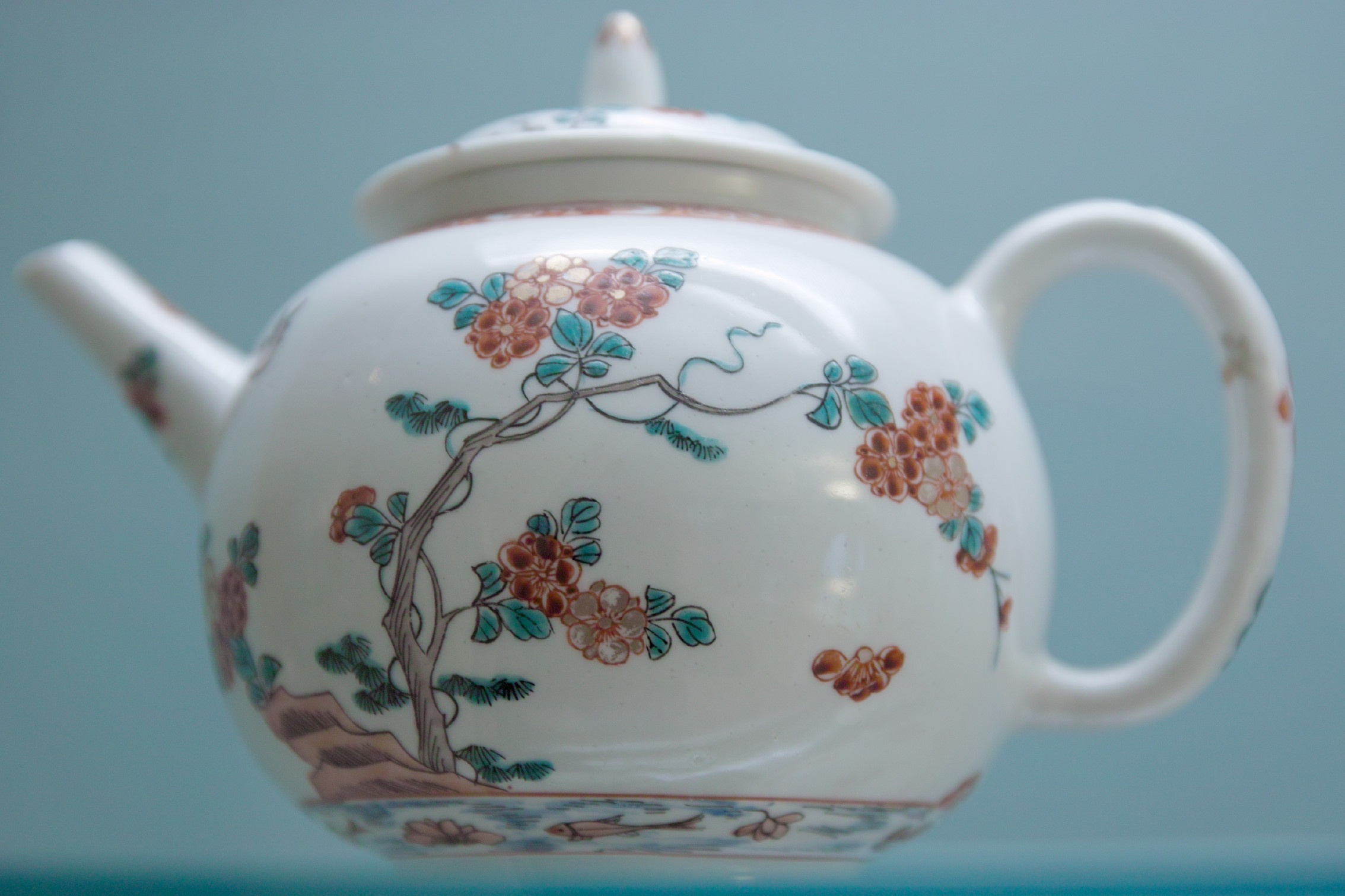
Théière en porcelaine de Meissen, peinte à Delft, 1725

La porcelaine Kakiémon fut importée en Europe. Auguste II de Pologne et Marie II d'Angleterre en possédaient tous deux des exemplaires. Le premier inventaire contenant de la porcelaine japonaise est celui de la Burghley House dans le Lincolnshire en 1688. Il comprenait un magnifique couple d'éléphants à la trompe relevée, et une statuette représentant deux lutteurs.
Les articles européens dans le style Kakiémon sont surtout des bols, des plats et des assiettes, des vases, souvent hexagonaux ou octogonaux, ou bien striés avec des coins festonnés. Le légendaire blanc nigoshide était uniquement utilisé pour des formes ouvertes, pour des personnages et des animaux, et pas pour des objets fermés comme des vases, des bouteilles ou encore des théières. 
La porcelaine Kakiémon a eu une influence majeure sur les nouvelles manufactures de porcelaine du XVIIIe siècle en Europe. Le style fut adopté à Meissen en Allemagne où les copies pouvaient être très proches des originaux, les peintres empruntant parfois les dessins des originaux pour les utiliser sur d'autres formes et en combinaison avec d'autres styles. On retrouve les influences Kakiémon également dans la faïence de Delft et dans la porcelaine d'export chinoise. En Autriche, on trouve du Kakiémon réalisé par Du Paquier et par les « manufactures viennoises ». Il est de même, en France, dans la porcelaine de Chantilly, où le porcelainier Cicaire Cirou œuvre pour le prince Louis-Henri de Bourbon-Condé de 1730 à 1751, à Mennecy et à la faïencerie de Saint-Cloud, ainsi qu'en Italie dans les porcelaines de Venise (Vezzi, Cozzi et Nove), de Doccia en Toscane et de Capodimonte à Naples.

Porcelaine européenne dans le style Kakiémon
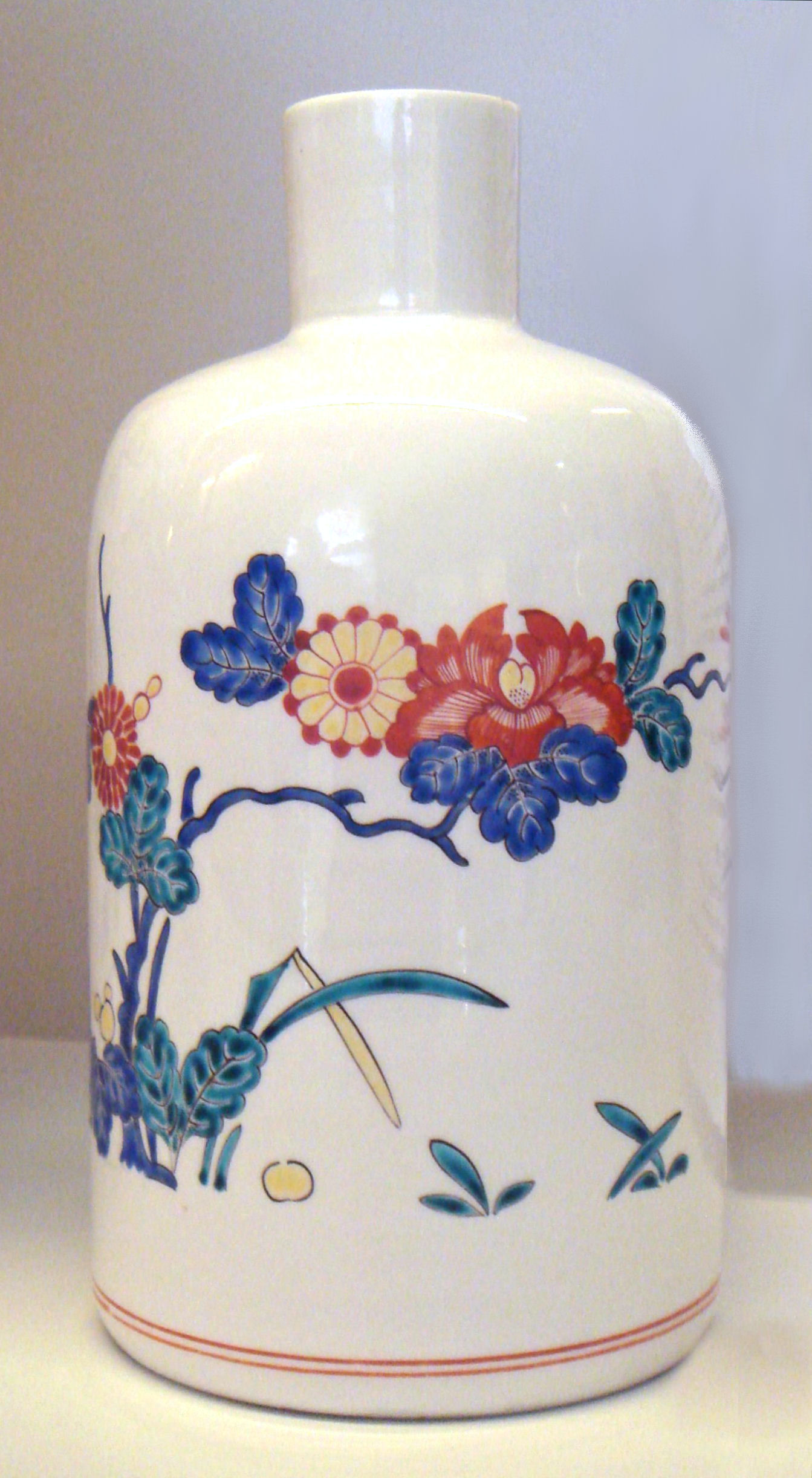
Bouteille en porcelaine de Chantilly dans le style Kakiémon, 1730–1735
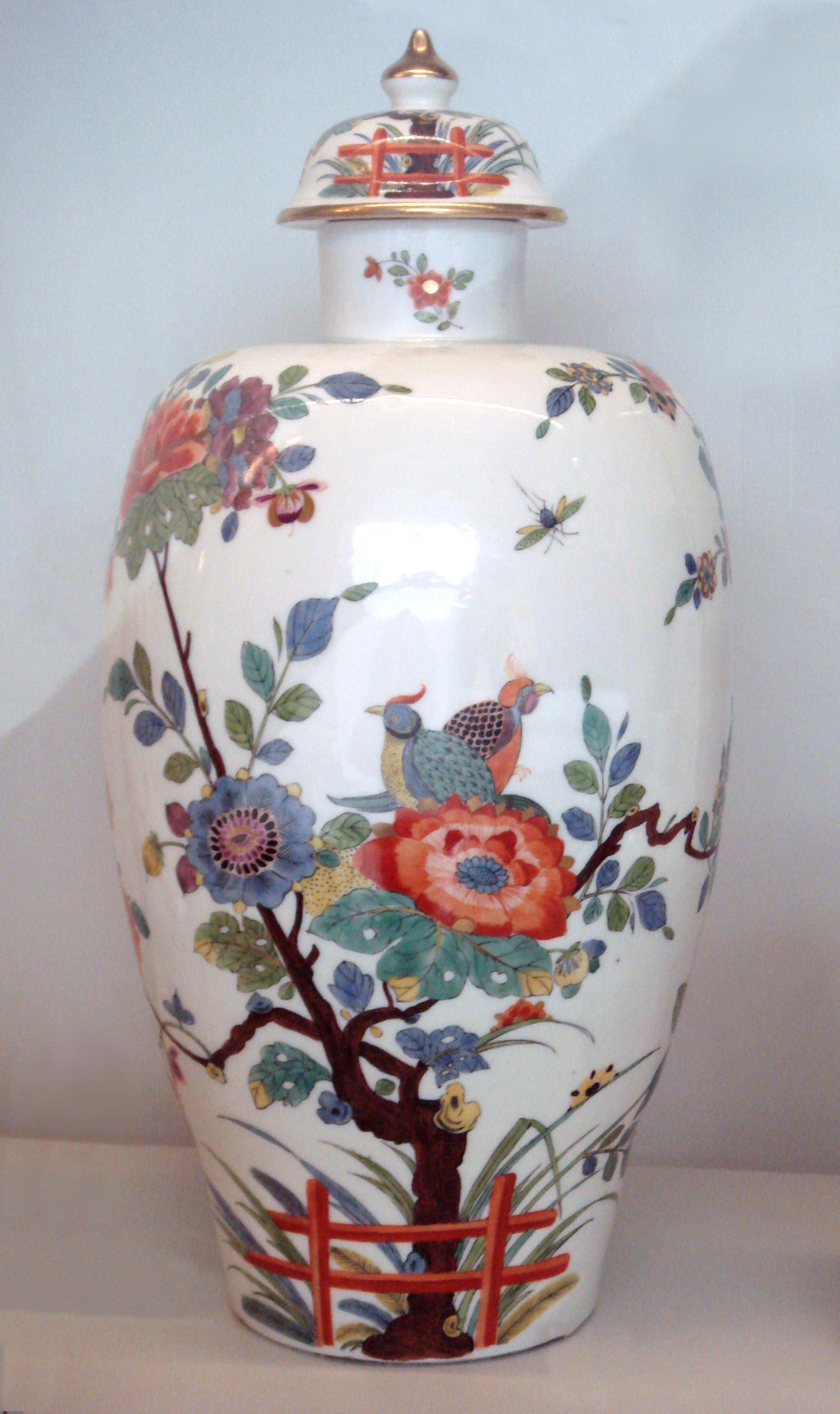
« Fleurs des Indes », vase en porcelaine de Meissen, 1735
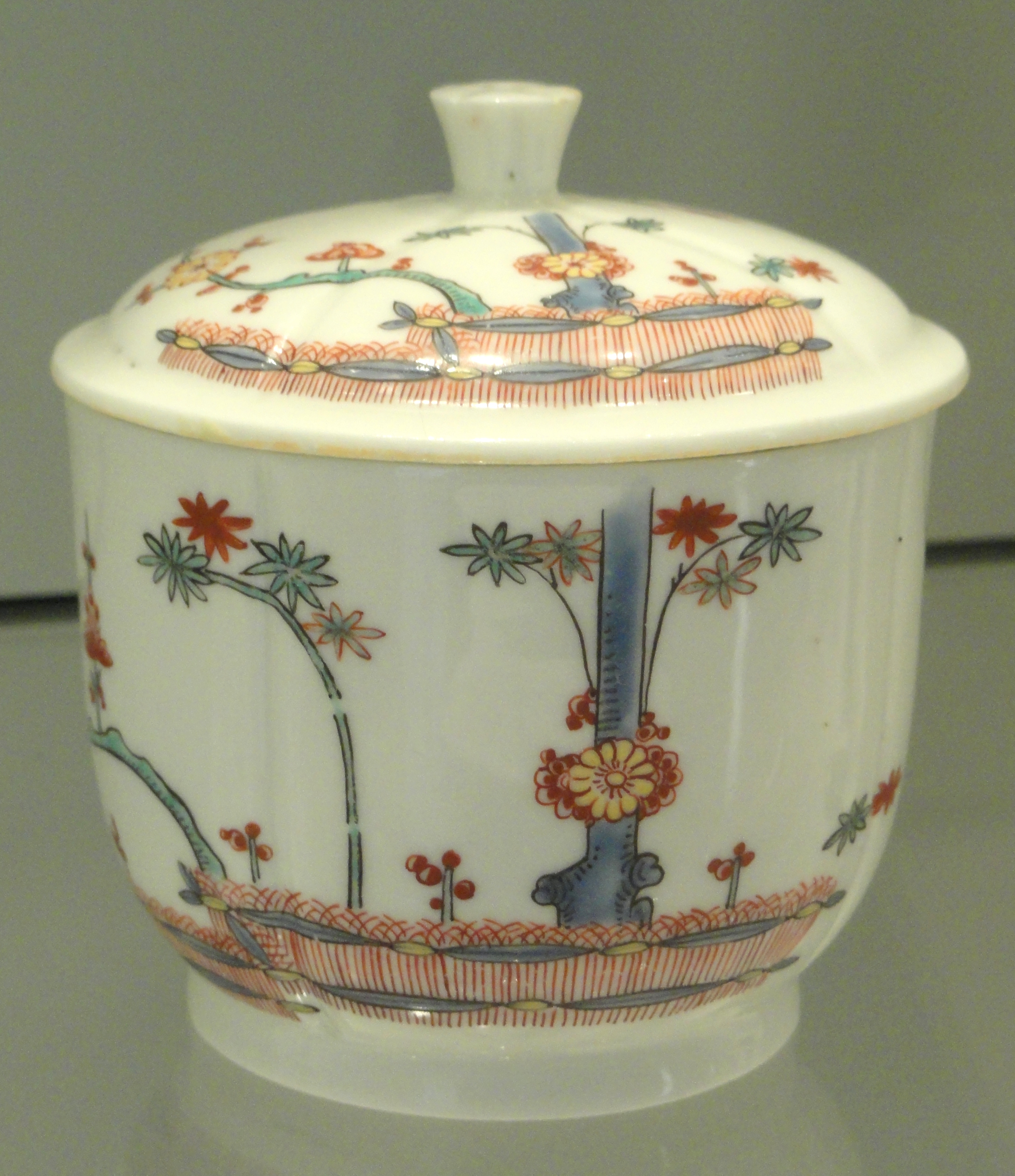
Sucrier en porcelaine de Saint-Cloud, vers 1740
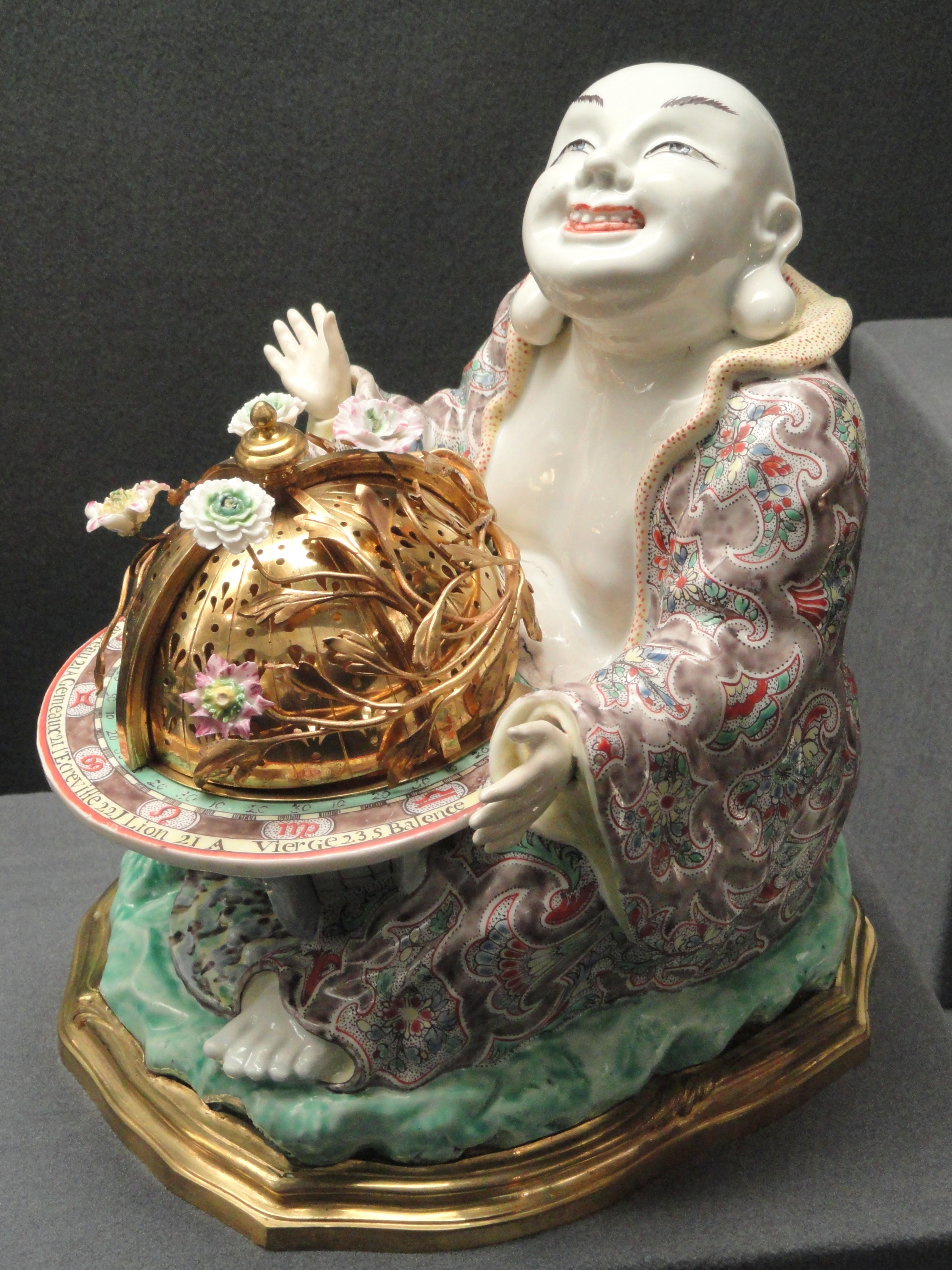
Brûleur d'encens en forme de magot, Chantilly, 1740-1745
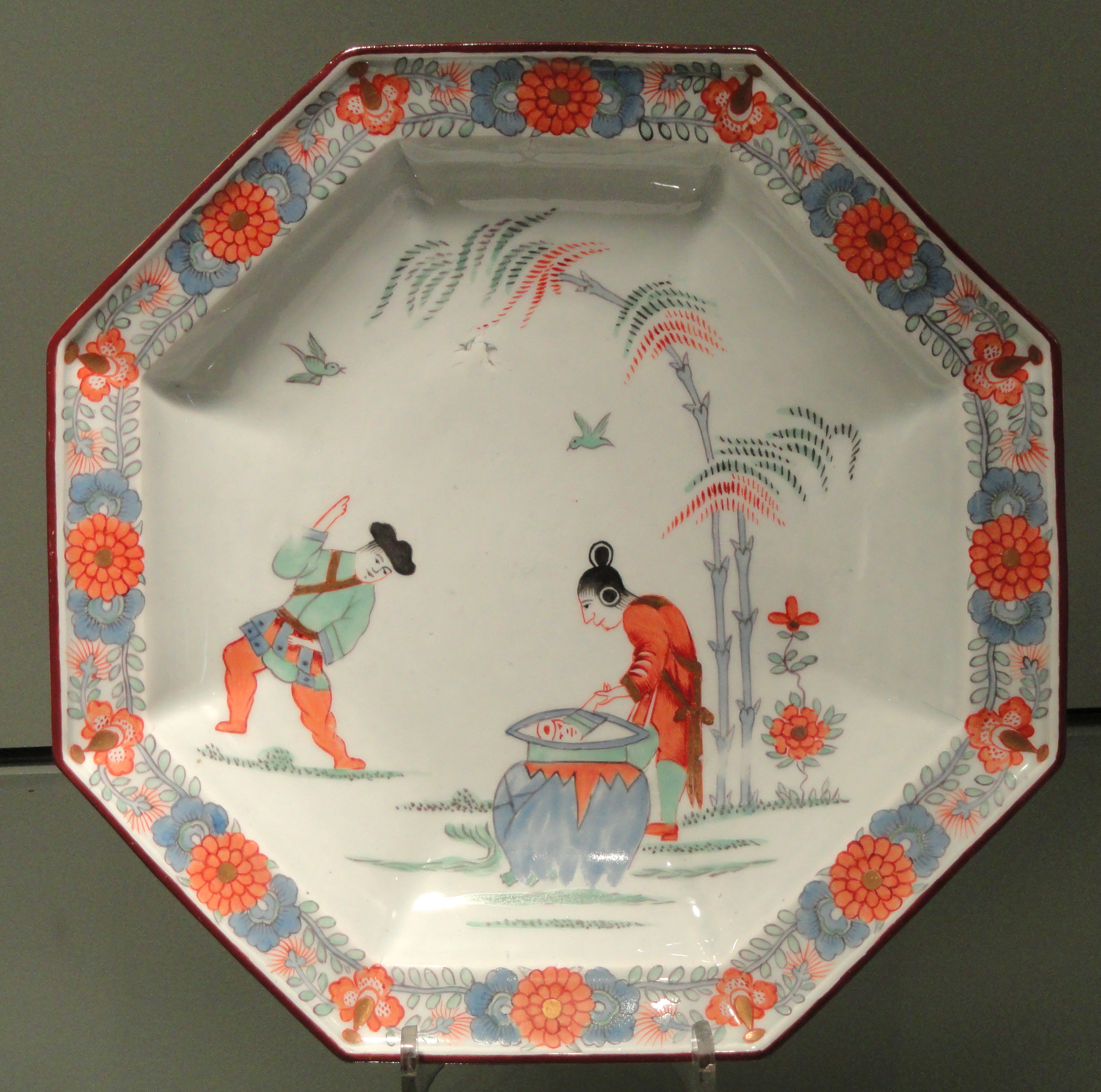
Assiette au motif Shiba Onko, manufacture Du Paquier, Vienne, vers 1750
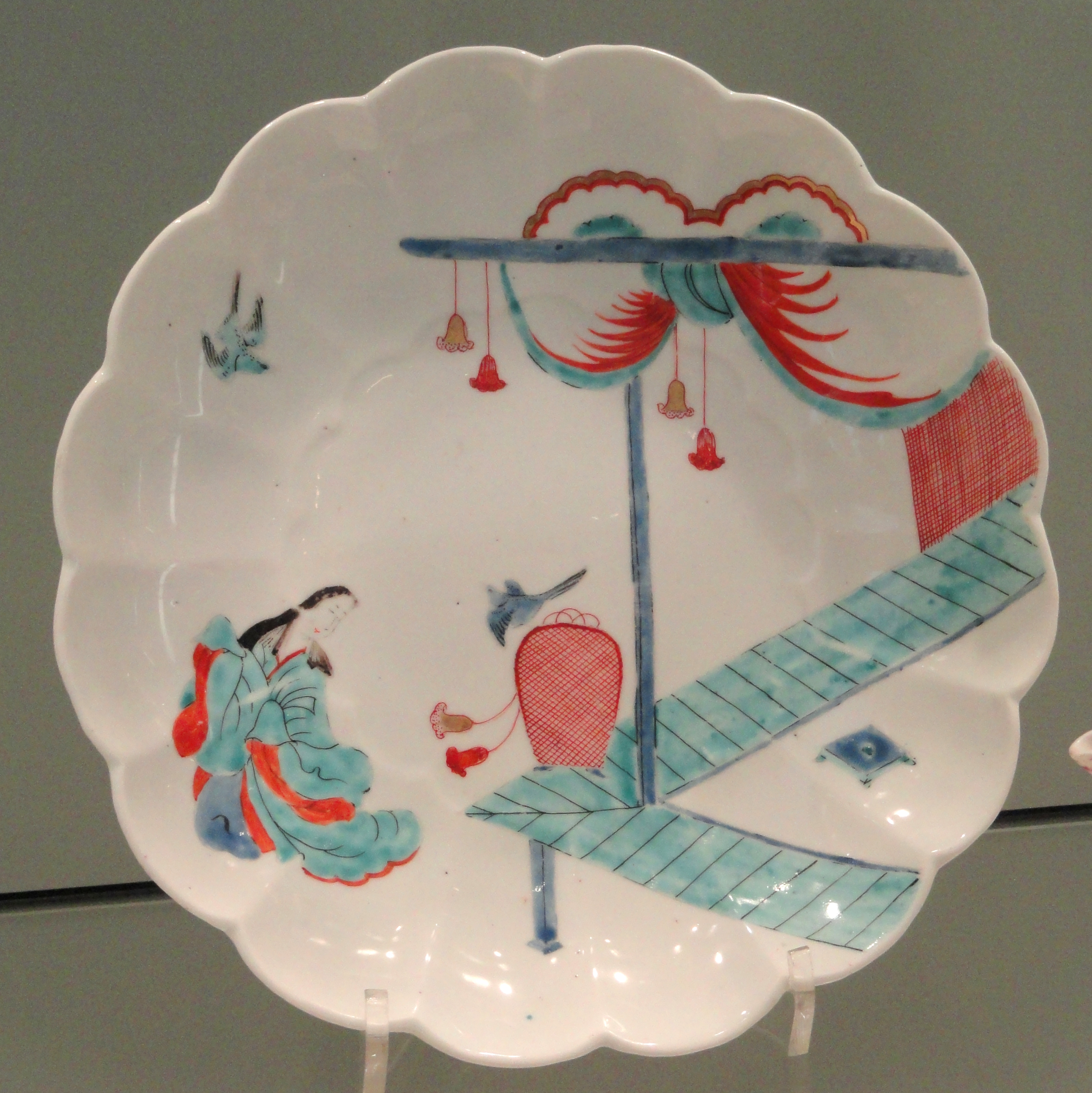
Femme dans un jardin, assiette en porcelaine de Chelsea, 1750-1752
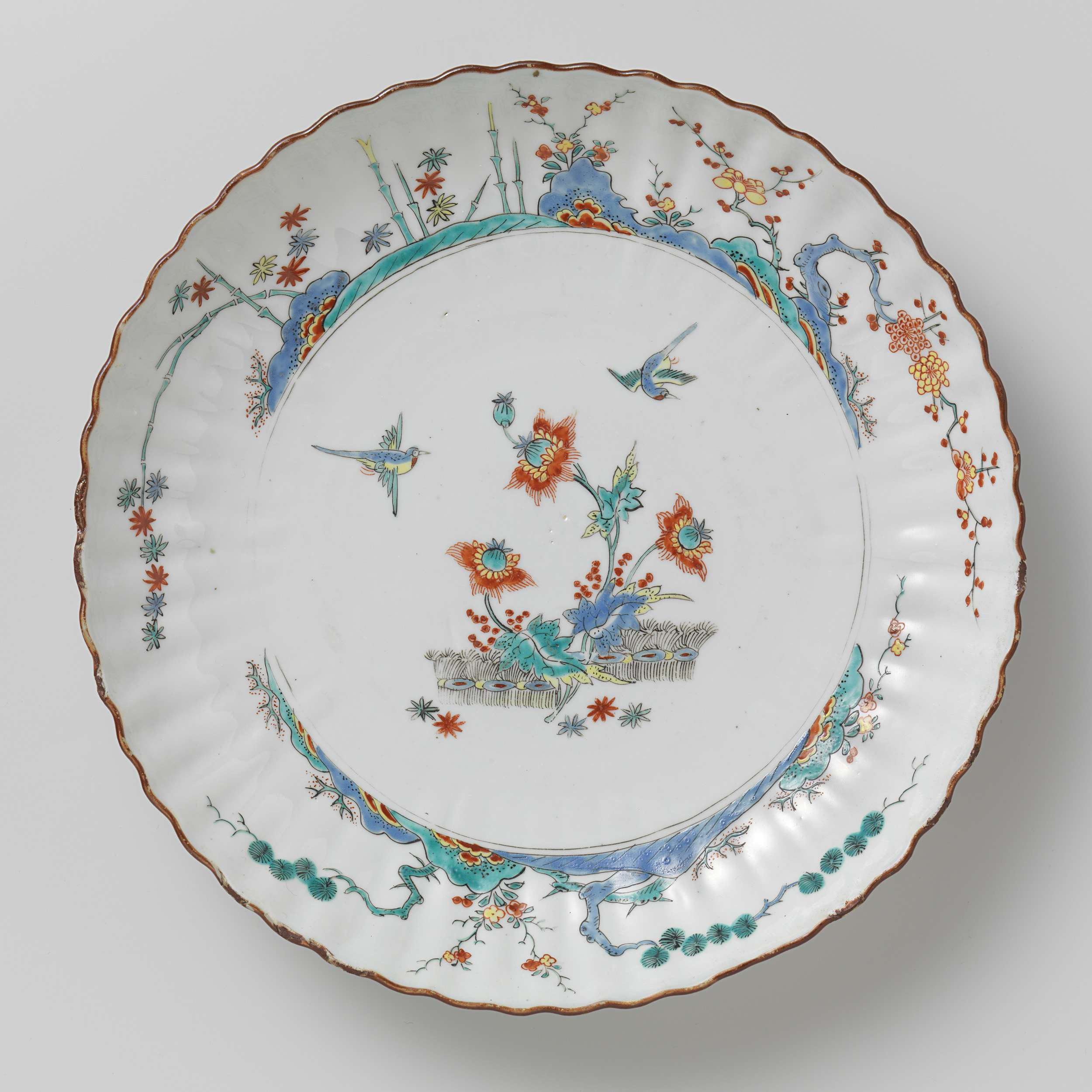
Assiette en porcelaine chinoise, 1700-1750
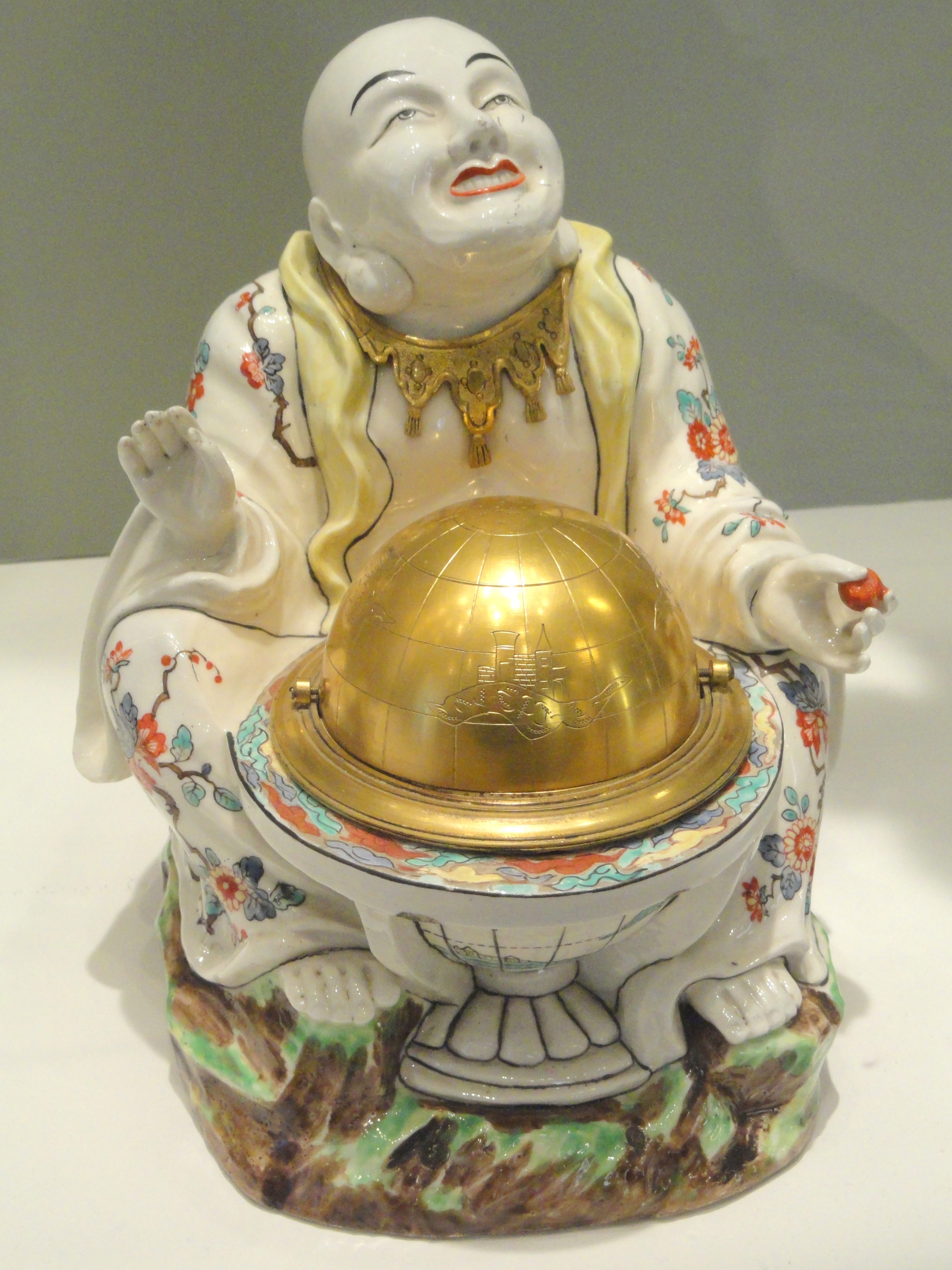
Figurine inspirée du brûleur d'encens de Chantilly, par Samson Edme & Cie, 1850-1900

Les vases hexagonaux avec couvercles Kakiémon, connus sous le nom de vases Hampton Court, furent nommés d'après une paire de vases enregistrés lors d'un inventaire au château de Hampton Court, à Londres en 1696. Vers 1730, cette forme fut copiée à Meissen. La ville se jumela à Arita en 1979. Le style fut également copié à Chelsea et à Worcester dans les années 1750, ainsi que par les céramiques Samson (Samson Ceramics) en France au milieu du XIXe siècle.

Vases Hampton Court de facture européenne
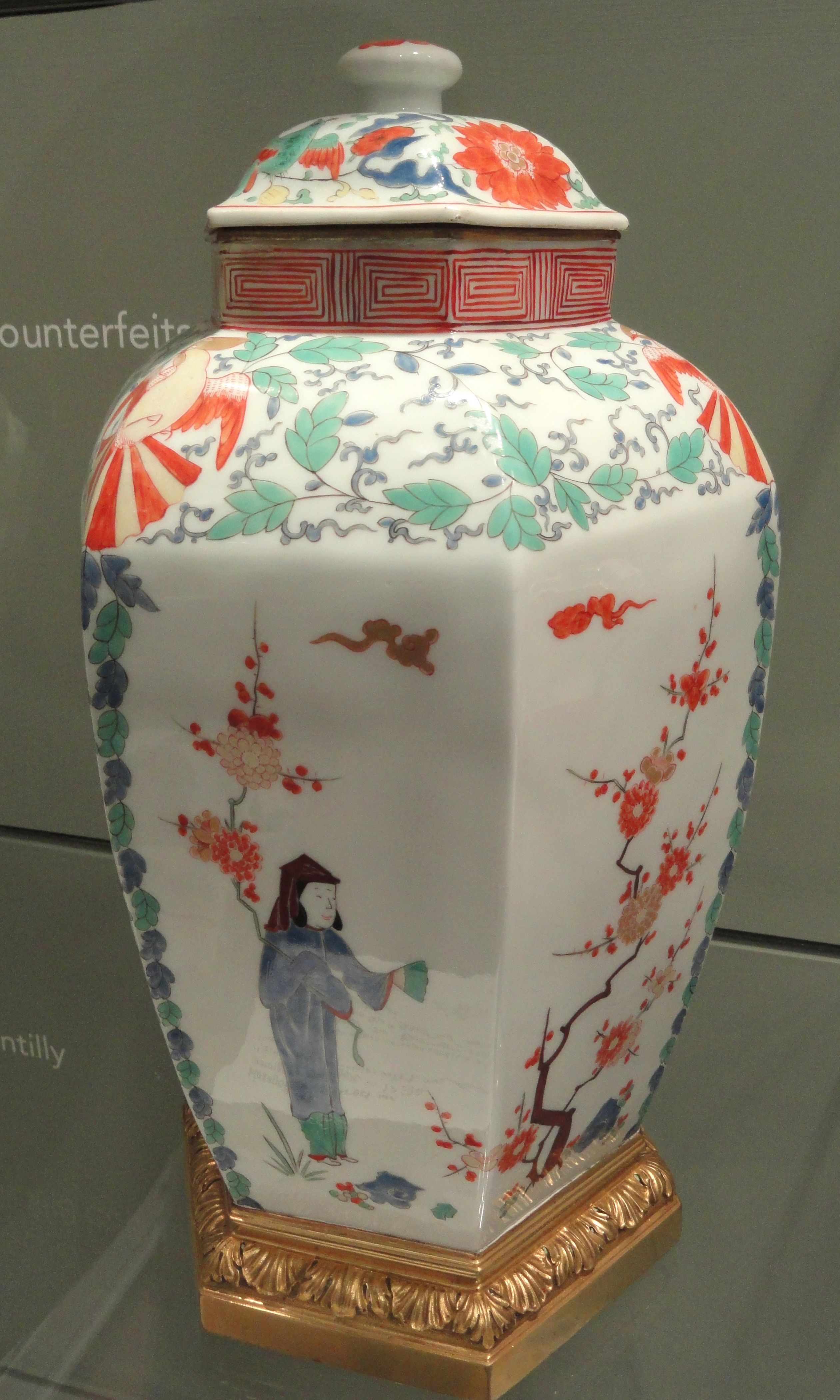
Vase Hampton Court, Meissen, vers 1730
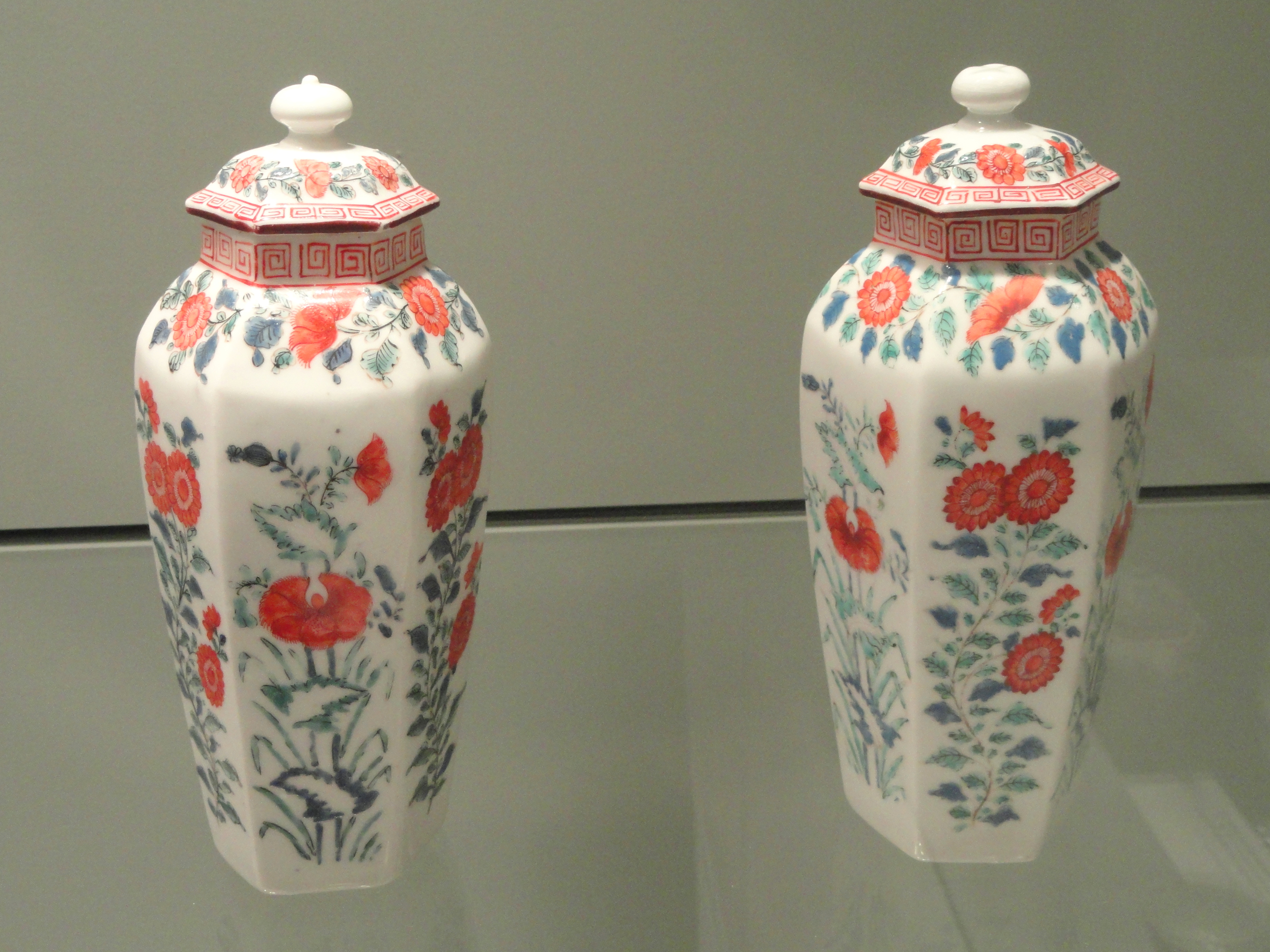
Paire de vases Hampton Court, Chelsea, 1752-1755
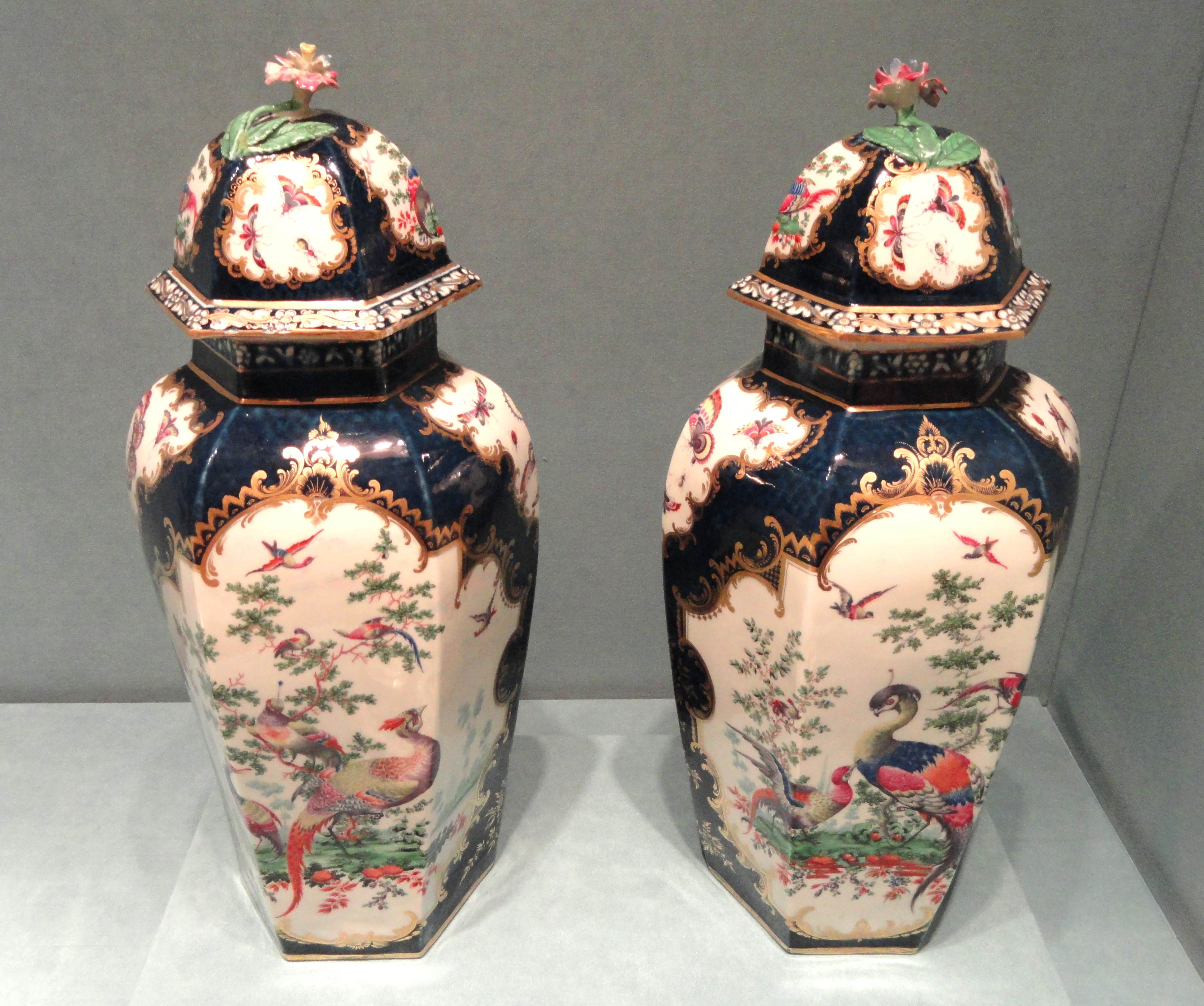
Paire de vases Hampton Court, Worcester, 1769-1775

## Membres de la famille Kakiemon
- Sakaida Kakiemon, le premier Kakiemon.
- Sakaida Kakiemon XII.
- Sakaida Kakiemon XIV, devenu « trésor national vivant du Japon » 人間国宝 (Ningen Kokuhō?) en 2001, le 15 juin 2013 (78 ans) à Saga[5].

### Filmographie
- L'Art de la porcelaine au Japon. Le dernier des Kakiemon, documentaire de Suzanne Raes, 2012, Pays-Bas.
- L'Art de la porcelaine au Japon